# Deutsche Turnerschaft

Deutsche Turnerschaft Vlag

De Deutsche Turnerschaft (kortweg DT) was een sportbond in Duitsland die bestond van 1868 tot 1936. 

## Geschiedenis
De DT werd in 1868 opgericht door Theodor Georgii en Ferdinand Goetz en bracht de turnverenigingen van Duitsland en ook Duitse verenigingen in het nabijgelegen buitenland (zoals b.v. in Praag) samen. Georgii werd de eerste voorzitter en Goetz werd dat in 1895 tot aan zijn dood in 1915. 
De arbeidersturnverenigingen die na de opheffing van de socialistenwet in 1890 opgericht werden sloten zich niet bij de DT aan. Zij richtten in 1893 de ATB op als tegenhanger. Deze scheiding kwam goed uit voor de DT die enkel openstond voor burgerlijke verenigingen. 
In 1924 kwam het tot een breuk tussen de DT en andere sportbonden. De DT besloot de Reinliche Scheidung wat betekende dat andere sporten, met name balsporten, niet meer bij hen onderdak vonden en dat deze sporttakken van de turnclubs zelfstandig moesten worden. 
Op 27 juli 1934 werd de Nationalsozialistischer Reichsbund für Leibesübungen opgericht als nieuwe overkoepelende organisatie. De DT was hierma praktisch ontbonden, maar de formele ontbinding volgde pas op 18 april 1936. 